# Popești (Bihor)
Popești is een Roemeense gemeente in het district Bihor.
Popești telt 8224 inwoners.